# Yves Le Prieur

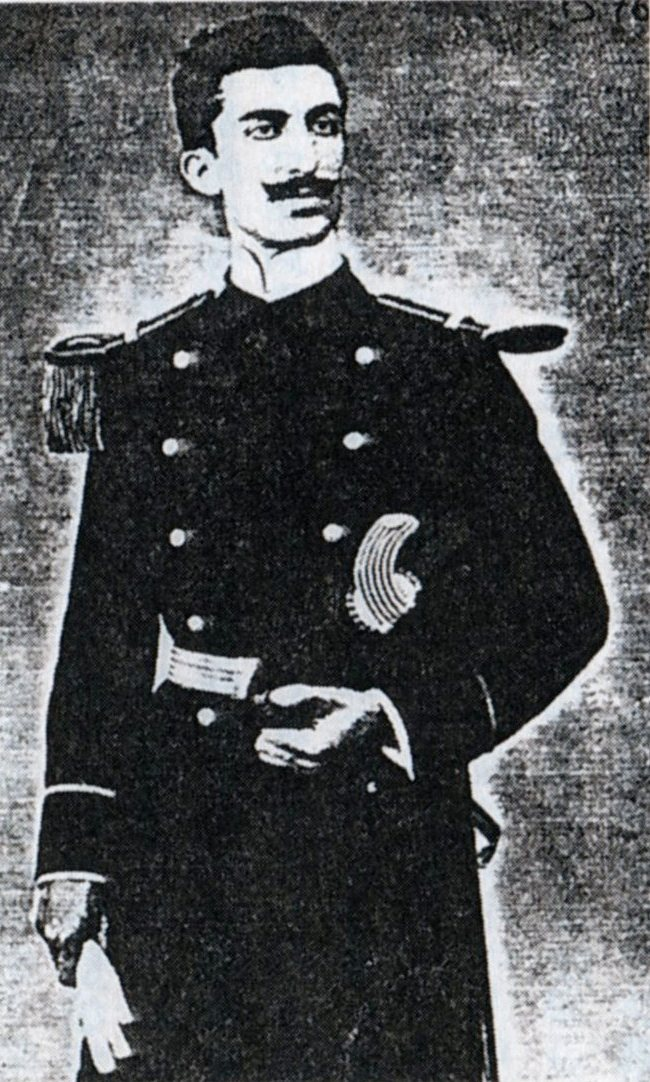
Yves Le Prieur (1885-1963)

Yves Paul Gaston Le Prieur (n. 23 martie 1885 - d. 1963) a fost un locotenent și scafandru în Marina Franceză, inventator al unui aparat autonom de respirat sub apă și al mai multor invenții militare.

## Biografie
Le Prieur a intrat la Academia Navală în 1902 și a făcut primul său serviciu militar între 1905-1907 în  Extremul Orient, pe crucișătorul cuirasat Dupetit-Thouars și apoi la bordul crucișătorului Entrecasteaux.
În 1907 face primele scufundări ca scafandru de bord (eliberează o parâmă de oțel înfășurată în jurul elicei, treabă pe care un alt scafandru de la bord nu a putut să o facă).
În același an, a fost transferat la bordul navei Victor Hugo, iar în 1908 a ajuns în Japonia.
În timpul Primului Război Mondial, Le Prieur inventează o torpilă aer-aer (racheta Le Prieur), pentru distrugerea baloanelor de observație și a dirijabilelor, folosită la bătălia de la Verdun în 1916.
Demisionează din grad în 1922 și dedică mare parte din timpul său conceperii unui aparat respirator subacvatic autonom care să permită scafandrilor de a deveni independeți de alimentarea de la suprafață.
În anul 1926, folosindu-se de un aparat de respirat sub apă al lui Maurice Fernez, brevetează împreună cu acesta un aparat autonom de respirat sub apă.
Contribuția lui Fernez la acest aparat au fost un clește de nas, ochelari de protecție și o supapă unisens pentru aerul expirat, iar contribuția lui Le Prieur era un manodetentor fixat la o butelie cu aer comprimat.
Aparatul Le Prieur-Fernez putea să furnizeze aer, în mod manual, la doi scafandri în același timp la presiune constantă și a rămas în exploatare până în anul 1943 la apariția detentorului automat Cousteau-Gagnant.
Le Prieur construiește de asemenea, primele carcase etanșe pentru aparatele de fotografiere și filmare subacvatică.
Ca răspuns la succesul lui Jacques-Yves Cousteau, a scris și publicat în anul 1956 cartea Premier de plongée, conținând memoriile sale, precum și un rezumat al unora dintre invenții.